# Штокало, Мирослава Иосифовна
Мирослава Иосифовна Што́кало (укр. Мирослава Йосипівна Штокало; 24 августа 1926, Каменское — 22 ноября 2014, Киев) — украинский и советский учёный-химик, доктор химических наук (с 1987), педагог, профессор Киевского технологического института пищевой промышленности; действительный член Академии инженерных наук Украины (с 1991), Нью-Йоркской академии наук (с 1995), Соросовский профессор (с 1996). Заслуженный работник образования.

## Биография
Дочь математика, академика АН УССР И. З. Штокало.
Выпускница химического факультета Киевского университета, позже, окончила аспирантуру при Институте общей и неорганической химии АН УССР. После защиты кандидатской диссертации «Изучение некоторых процессов соосаждения в количественном анализе» работала младшим, затем старшим научным сотрудником в отделе аналитической химии АН УССР.
С 1968 — преподаватель Киевского технологического института пищевой промышленности.
В 1976—1998 года — заведующая кафедрой аналитической химии Национального университета пищевых технологий.
Умерла на 89-м году жизни 22 ноября 2014 года. Похоронена вместе с семьей на Байковом кладбище (участок № 9).

## Научная деятельность
Область научных интересов — аналитическая химия, фотометрический анализ, химия комплексных соединений.
Предложила общий подход к изучению бесцветных комплексов многозарядных ионов металлов. Совместно с академиком А. К. Бабко разработала металл-индикаторный метод исследования комплексов в растворе.
Разработанные ею методики внедрены на промышленных предприятиях. М. Штокало интересуется синтезом и применением сорбентов, модифицированных кислотными и основными красителями, для концентрирования и последующего спектрофотометрического определения металлов и биологически активных органических веществ в фазе сорбента. Под руководством М. Штокало проводятся исследования в области анализа пищевых материалов.
Популяризатор украинской науки, неоднократно выступала с докладами на международных конгрессах в Японии, Бельгии, Болгарии, России и других странах.

### Научные труды
Автор более 220 научных работ, в том числе учебников.
- Соосаждение в количественном анализе. Влияние центров кристаллизации и порядка реактивов на соосаждение. (1953)
- Развитие ниобия с ксилоноловым оранжевым (1961)
- Применение метода изомерных серий и метода сдвига равновесий с использованием металл-индикатора для определения состава комплексов (1961)
- Молекулярно-абсорбційний спектральний аналіз (учебное пособие для вузов, в соавт.), 2005. ISBN 966-8609-31-X
- Аналітична хімія. Метал-індикаторний метод дослідження комплексів у розчині (учебное пособие для вузов, в соавт.), 2010. ISBN 978-966-612-092-5

## Награды
- Медаль «В память 1500-летия Киева»,
- Медаль «Ветеран труда»,
- Почётная грамота ЦК ВЦСПС,
- Дипломы: ВХТ имени Менделеева за монографию (1970), Министерства высшего образования Украины «За лучшую научно-исследовательскую работу года», нагрудный знак (1982).
- Указом Президента Украины в 2011 г. «Про назначение государственной стипендии выдающимся деятелям науки» этой награды удостоена и М. Штокало
- благодарность председателя Киевской областной госадминистрации

## Источник
- Штокало Мирослава Йосипівна (укр.)